# Royal Republic
Royal Republic är ett svenskt rockband som bildades i Malmö i slutet av 2007. Bandet består av Adam Grahn (sång/gitarr), Hannes Irengård (gitarr), Jonas Almén (bas) och Per Andreasson (trummor). 
2008 började bandet spela in sitt första album i Beach House Studios med producenten Anders Hallbäck. Albumet blev klart hösten 2009 och mixades på ToyTown Studios i Stockholm av Stefan Glaumann (Rammstein, Europe, Def Leppard, med flera). 
Albumet släpptes i Norden 2010 och togs emot väl av press, fans och radio.
Alla tre första singlarna; "All Because Of You", "Tommy-Gun" och "Full Steam Spacemachine" tog sig upp på #1 på Bandit Rock's "Most Wanted", och "Tommy-Gun" nådde #1 på MTV Rockchart där den stannade i flera veckor.

## Medlemmar
Nuvarande medlemmar
- Adam Grahn – sång, gitarr
- Hannes Irengård – gitarr
- Jonas Almén – basgitarr
- Per Andreasson – trummor

## Diskografi
Studioalbum
- We Are the Royal (2010) nordisk utgåva[7]
- Save the Nation (2012)
- Royal Republic And The Nosebreakers (2014)
- Weekend Man (2016)
- Club Majesty (2019)
- Lovecop (2024)

Singlar

- "All Because Of You" (2009)
- "Tommy-Gun" (2010)
- "Full Steam Spacemachine" (2010)
- "Underwear" (2010)
- "Tommy-Gun - Acoustic Version" (2011)
- "Addictive" (2012)
- "Everybody Wants To Be An Astronaut" (2012)
- "When I See You Dance With Another" (2015)
- "Superlove" (2020)
- "Magic" (2020)
- "RATA-TATA" (2021)

Samlingsalbum (div. artister)
Royal Republic's musik finns även med på flera samling-CD: 
- Bandit Rock #2 (Disc 1, spår 16) (2009)[8]
- Sweden Rock Volume 2 (Disc 1, spår 9) (2009)[9]
- Sweden Rock Volume 3 (Disc 1, spår 3) (2010)[10]
- Bandit Rock #3 (Disc 1, spår 8) (2010)[11]
- Bandit Rock #5 (Disc 1, spår 7) (2011)[12]